# Vítězslav Frank
Vítězslav Frank (21. prosince 1922 – 15. února 2007) byl český a československý politik Komunistické strany Československa, poslanec České národní rady a Sněmovny národů Federálního shromáždění na počátku normalizace. Po roce 1969 odstaven z politických funkcí.

## Biografie
Po 2. světové válce patřil mezi významné představitele KSČ na Prostějovsku. Místní politice zde tehdy dominovali tři bratři: Eduard Frank, Josef Frank a Vítězslav Frank. Šlo o početnou dělnickou rodinu původem z Plumlova. Už jejich otec byl za první republiky aktivním komunistou. Eduard Frank působil v únoru 1948 jako předseda okresního Akčního výboru Národní fronty (Vítězslav byl členem Akčního výboru), tajemník Okresního výboru KSČ a do roku 1950 jako ředitel Oděvního závodu Jiřího Wolkra v Prostějově. Josef Frank byl ovšem roku 1952 popraven v rámci procesu s protistátním spikleneckým centrem okolo Rudolfa Slánského. Po odsouzení bratra Josefa byla celá rodina pronásledována. V roce 1952 bylo v souvislosti s procesem s Josefem Frankem pozastaveno všem jeho příbuzným členství v KSČ. V tažení proti rodině Frankových se tehdy objevil i antisemitismus.
Bratři Eduard a Vítězslav se ovšem později do politických funkcí vrátili. Eduard byl v roce 1968 členem rady ONV a předsedou Okresního výboru Národní fronty v Prostějově a Vítězslav Frank (původním povoláním dělník) předsedou Celozávodního výboru KSČ na Státním statku Razová. Byl absolventem Zemědělské technické školy v Opavě. Bydlel v Bruntálu, kde zasedal jako poslanec a člen rady MěNV. Byl vyznamenán jako nejlepší pracovník ministerstva zemědělství, obdržel pamětní medaili k 20. výročí osvobození ČSSR a k 20. výročí Vítězného února. Od roku 1969 zasedal v České národní radě a pracoval v její státoprávní komisi.
Po federalizaci Československa usedl v lednu 1969 do Sněmovny národů Federálního shromáždění. Nominovala ho Česká národní rada. Ve federálním parlamentu setrval jen do prosince 1969, kdy rezignoval na poslanecký post. Během pražského jara se angažoval v reformním proudu v KSČ. Nesouhlasil s invazí vojsk Varšavské smlouvy do Československa a za normalizace byl proto opětovně odstaven z politických funkcí. Jeho bratr Eduard rovněž musel rezignovat na poslanecký post (v březnu 1971).
Po sametové revoluci si zachoval své levicové politické přesvědčení a ve volbách v roce 1996 podporoval KSČM.